# Sifontes
Sifontes is een gemeente in de Venezolaanse staat Bolívar. De gemeente telt 44.600 inwoners. De hoofdplaats is Tumeremo.